# Эверингем, Адам, 1-й барон Эверингем
Адам Эверингем (англ. Adam Everingham; умер в 1341) — английский рыцарь, 1-й барон Эверингем с 1309 года.

## Биография
Адам Эверингем принадлежал к старинному рыцарскому роду, известному с начала XIII века и владевшему землями в Йоркшире, Линкольншире и Ноттингемшире. Он был старшим сыном Роберта Эверингема и Элис де ла Хайд. С 1303 года Адам участвовал в шотландской войне, 4 марта 1309 года его впервые вызвали в парламент как лорда, и это считается началом истории баронии Эверингем. Во время правления Эдуарда II барон примкнул к оппозиции. В битве при Боробридже 16 марта 1322 года он попал в плен.
Эверингем был женат дважды: на Клариссе де ла Варр и на Маргарет Дейвилл, вдове Джона Дейвилла. Его детьми были:
- Адам (приблизительно 1307—1388), 2-й барон Эверингем (родился в первом браке)[2][3];
- Роберт[1];
- Эдмунд[1];
- Александр[1];
- Николас[1].

Барон умер в 1341 году и был похоронен в церкви Лакстона в Ноттингемшире. Сохранились надгробные изображения Адама и его жён.